# Dieulouard
Dieulouard és un municipi francès situat al departament de Meurthe i Mosel·la i a la regió del Gran Est. L'any 2007 tenia 4.616 habitants.

## Demografia

### Població
El 2007 la població de fet de Dieulouard era de 4.616 persones. Hi havia 1.902 famílies, de les quals 543 eren unipersonals (199 homes vivint sols i 344 dones vivint soles), 583 parelles sense fills, 606 parelles amb fills i 170 famílies monoparentals amb fills.
La població ha evolucionat segons el següent gràfic:
Habitants censats

### Habitatges
El 2007 hi havia 2.063 habitatges, 1.942 eren l'habitatge principal de la família, 18 eren segones residències i 102 estaven desocupats. 1.451 eren cases i 604 eren apartaments. Dels 1.942 habitatges principals, 1.271 estaven ocupats pels seus propietaris, 627 estaven llogats i ocupats pels llogaters i 44 estaven cedits a títol gratuït; 10 tenien una cambra, 151 en tenien dues, 404 en tenien tres, 603 en tenien quatre i 775 en tenien cinc o més. 1.256 habitatges disposaven pel capbaix d'una plaça de pàrquing. A 934 habitatges hi havia un automòbil i a 637 n'hi havia dos o més.

### Piràmide de població
La piràmide de població per edats i sexe el 2009 era:
| Homes | Edats   | Dones |
| ----- | ------- | ----- |
| 0     | 95 o +  | 4     |
| 0     | 90 a 94 | 13    |
| 32    | 85 a 89 | 17    |
| 18    | 80 a 84 | 37    |
| 72    | 75 a 79 | 123   |
| 103   | 70 a 74 | 145   |
| 110   | 65 a 69 | 135   |
| 90    | 60 a 64 | 136   |
| 129   | 55 a 59 | 90    |
| 162   | 50 a 54 | 138   |
| 198   | 45 a 49 | 177   |
| 186   | 40 a 44 | 171   |
| 167   | 35 a 39 | 173   |
| 131   | 30 a 34 | 145   |
| 141   | 25 a 29 | 183   |
| 141   | 20 a 24 | 137   |
| 175   | 15 a 19 | 153   |
| 183   | 10 a 14 | 164   |
| 161   | 5 a 9   | 178   |
| 109   | 0 a 4   | 125   |

## Economia
El 2007 la població en edat de treballar era de 2.967 persones, 2.091 eren actives i 876 eren inactives. De les 2.091 persones actives 1.838 estaven ocupades (1.042 homes i 796 dones) i 254 estaven aturades (113 homes i 141 dones). De les 876 persones inactives 252 estaven jubilades, 284 estaven estudiant i 340 estaven classificades com a «altres inactius».

### Ingressos
El 2009 a Dieulouard hi havia 1.941 unitats fiscals que integraven 4.638,5 persones, la mediana anual d'ingressos fiscals per persona era de 16.857 €.

### Activitats econòmiques
Dels 114 establiments que hi havia el 2007, 5 eren d'empreses extractives, 6 d'empreses alimentàries, 1 d'una empresa de fabricació de material elèctric, 7 d'empreses de fabricació d'altres productes industrials, 15 d'empreses de construcció, 23 d'empreses de comerç i reparació d'automòbils, 6 d'empreses de transport, 6 d'empreses d'hostatgeria i restauració, 3 d'empreses d'informació i comunicació, 8 d'empreses financeres, 3 d'empreses immobiliàries, 3 d'empreses de serveis, 23 d'entitats de l'administració pública i 5 d'empreses classificades com a «altres activitats de serveis».
Dels 33 establiments de servei als particulars que hi havia el 2009, 1 era una gendarmeria, 1 oficina de correu, 3 oficines bancàries, 3 tallers de reparació d'automòbils i de material agrícola, 2 autoescoles, 1 paleta, 3 guixaires pintors, 4 fusteries, 3 lampisteries, 2 electricistes, 2 empreses de construcció, 3 perruqueries, 4 restaurants i 1 tintoreria.
Dels 11 establiments comercials que hi havia el 2009, 2 eren supermercats, 4 fleques, 1 una fleca, 1 una botiga de mobles, 1 una perfumeria i 2 floristeries.
L'any 2000 a Dieulouard hi havia 6 explotacions agrícoles.

## Equipaments sanitaris i escolars
El 2009 hi havia 1 centre de salut, 2 farmàcies i 1 ambulància.
El 2009 hi havia 3 escoles maternals i 1 escola elemental. Dieulouard disposava d'un col·legi d'educació secundària amb 415 alumnes.

## Poblacions més properes
El següent diagrama mostra les poblacions més properes.